# Pseudomyrmex reconditus
Pseudomyrmex reconditus es una especie de hormiga del género Pseudomyrmex, subfamilia Pseudomyrmecinae. Esta especie fue descrita científicamente por Ward en 1993.

## Distribución
Se encuentra en Nicaragua.